# Congreso del Partido Comunista de la Unión Soviética

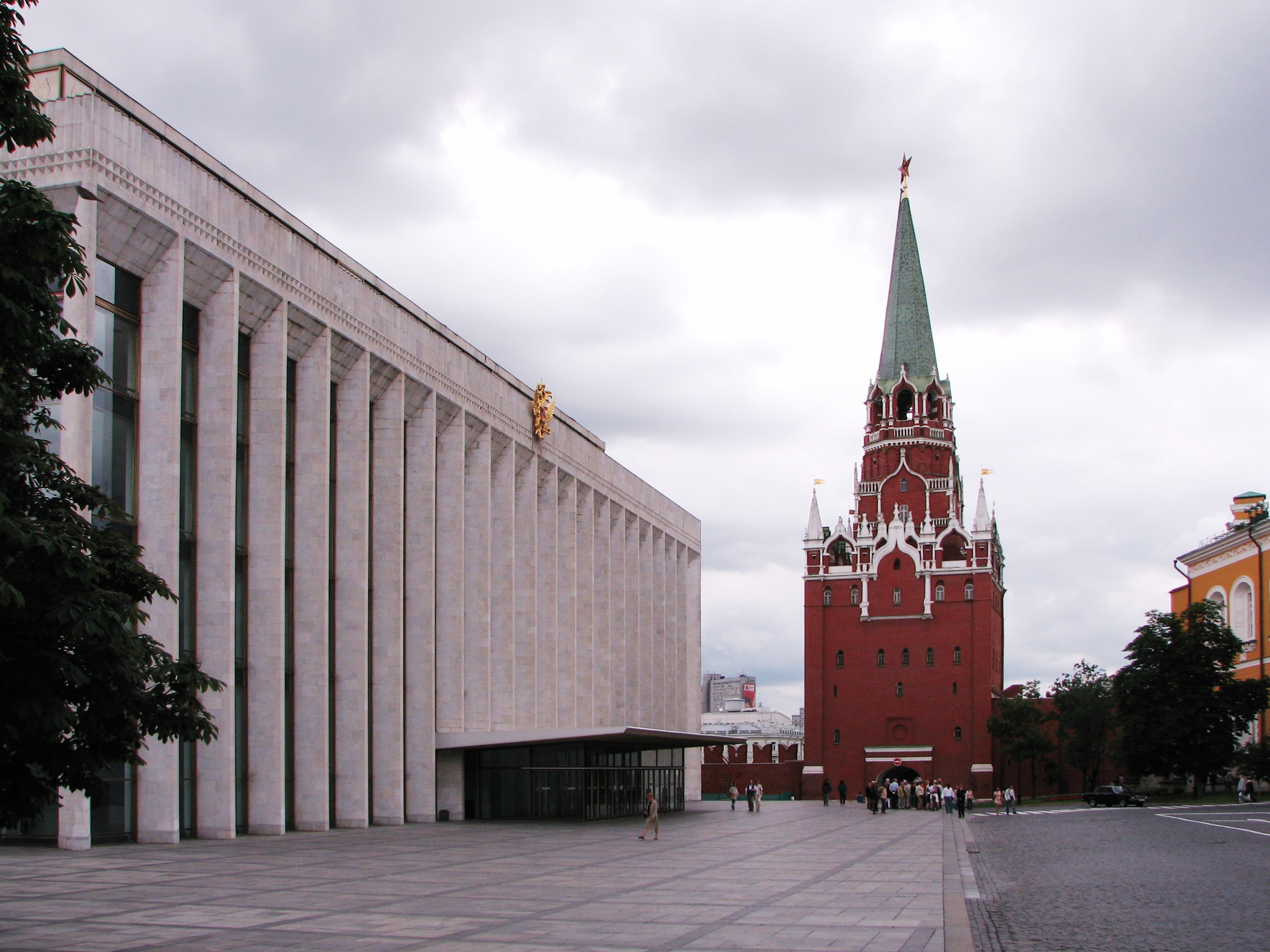
Palacio de los Congresos, sede del Partido Comunista durante sus Congresos.

El Congreso del Partido Comunista de la Unión Soviética (en ruso: Съезд КПСС) era la reunión de los delegados del PCUS y sus antecesores, constituyéndose en la instancia principal de la vida política de dicha institución. En el transcurso de su existencia, el Partido tuvo varios nombres, con los cuales fueron denominados cada una de los congresos. La frecuencia de las reuniones varió a lo largo de la historia, pasando de convertirse en sesiones anuales a llegar no ser convocado entre 1939 y 1952. Con posterioridad a la muerte de Stalin (1953), las reuniones fueron celebradas con una regularidad aproximada de cinco años.
Teóricamente el Congreso era el máximo evento partidario, donde se decidían los pasos a seguir, el programa político y las decisiones más trascendentales, y se elegían a los miembros a formar parte del Comité Central (C.C.). Durante el período entre cada uno de los congresos, el partido era dirigido por el C.C. durante sus plenos, acompañado de las demás instancias partidarias.
En total se celebraron 28 congresos, empezando por el I Congreso del POSDR celebrado en Minsk en 1898. Los primeros siete congresos se celebraron en diferentes ciudades y países: el 1.º, fundacional, como bien se dijo en Minsk, el 2.º en Bruselas (Bélgica) y Londres (Reino Unido), el 3.º en también en Londres, el 4.º en Estocolmo (Suecia), el 5.º nuevamente en Londres, hasta que los 6.º y 7.º congresos se celebraron en Petrogrado. Después de la Revolución de Octubre de 1917-1925, los congresos del POSDR(b) , el PCR(b) y el PCU(b) se celebraron anualmente, y luego con menor regularidad antes de la guerra; la pausa más larga se produjo entre los congresos XVIII y XIX (13 años, desde 1939 hasta 1952). A partir del 8.º Congreso, todos los congresos se celebran en Moscú, siendo desde 1922, el Palacio de los Congresos del Kremlin la sede de estos. Entre 1961 y 1986 se celebraron cada cinco años.
Las fuertes fluctuaciones en la frecuencia de la convocatoria de congresos también se explican por las fuertes fluctuaciones en la posición del propio partido. Hasta 1905, el partido fue ilegal y en 1914 fue nuevamente prohibido por su propaganda contra la guerra. La dificultad de convocar congresos en tal situación también se vio agravada por la lucha entre facciones en curso con los mencheviques y varios grupos de oposición. El último XXVIII Congreso del PCUS como partido gobernante tuvo lugar en 1990; en 1993 se celebró el XXIX Congreso de restauración de la Unión de Partidos Comunistas (la unión de representantes de los partidos comunistas de la antigua URSS), encabezada por Oleg Shenin, y luego los siguientes, pero la autoridad de estos congresos no es reconocida por todos los comunistas postsoviéticos.

## Lista de Congresos del PCUS
| Número | Fechas                                   | Lugar                                    | Comentarios | Comentarios |
| ------ | ---------------------------------------- | ---------------------------------------- | --- | --- |
| I      | 1 al 3 de marzo de 1898 (CJ)             | Minsk, Imperio ruso                      | Extracto de Historia del Partido Comunista (bolchevique) de la URSS. Stalin. Ediciones en Lenguas Extranjeras, Moscú 1938: Se crea el POSDR. Se hizo el primer intento, que no prosperó, de unificar las organizaciones socialdemócratas y marxistas en un mismo partido, reuniéndose el primer Congreso, pero en este Congreso no logró crear todavía el Partido: no existía programa ni estatutos del Partido, ni centro único de dirección, ni casi ningún enlace entre los distintos círculos y grupos marxistas. Asisten 9 delegados, Lenin estaba deportado en Shúshenskoie (Krai de Krasnoyarsk, Siberia). | Extracto de Historia del Partido Comunista (bolchevique) de la URSS. Stalin. Ediciones en Lenguas Extranjeras, Moscú 1938: Se crea el POSDR. Se hizo el primer intento, que no prosperó, de unificar las organizaciones socialdemócratas y marxistas en un mismo partido, reuniéndose el primer Congreso, pero en este Congreso no logró crear todavía el Partido: no existía programa ni estatutos del Partido, ni centro único de dirección, ni casi ningún enlace entre los distintos círculos y grupos marxistas. Asisten 9 delegados, Lenin estaba deportado en Shúshenskoie (Krai de Krasnoyarsk, Siberia). |
| II     | 17 de julio al 10 de agosto de 1903 (CJ) | Bruselas, Bélgica y Londres, Reino Unido | Extracto de Historia del Partido Comunista (bolchevique) de la URSS. Stalin. Ediciones en Lenguas Extranjeras, Moscú 1938: El POSDR se divide en las facciones bolchevique y menchevique. Se establece el Primer Programa del Partido Bolchevique. Triunfo de la línea de la "Iskra", manifestándose dentro del Partido dos grupos bolchevique y menchevique (Yuli Mártov, León Trotski, Pável Axelrod), "se rebelaron - según frase de Mártov - contra el leninismo". Eligieron como método de lucha contra el Partido "la desorganización de todo el trabajo del Partido saboteando, entorpeciéndolo en todo lo que podían" (Lenin). "Mártov se convirtió en el más destacado líder menchevique junto con Pável Axelrod, Fiódor Dan e Irakli Tsereteli y luego con Gueorgui Plejánov y transitoriamente con León Trotski, que un tiempo perteneció a la fracción menchevique, pero se separó de ellos poco después." A. Rabinowitch, (1978): The bolsheviks come to power. The revolution of 1917 in Petrograd. W.W. Norton p. 24. | Extracto de Historia del Partido Comunista (bolchevique) de la URSS. Stalin. Ediciones en Lenguas Extranjeras, Moscú 1938: El POSDR se divide en las facciones bolchevique y menchevique. Se establece el Primer Programa del Partido Bolchevique. Triunfo de la línea de la "Iskra", manifestándose dentro del Partido dos grupos bolchevique y menchevique (Yuli Mártov, León Trotski, Pável Axelrod), "se rebelaron - según frase de Mártov - contra el leninismo". Eligieron como método de lucha contra el Partido "la desorganización de todo el trabajo del Partido saboteando, entorpeciéndolo en todo lo que podían" (Lenin). "Mártov se convirtió en el más destacado líder menchevique junto con Pável Axelrod, Fiódor Dan e Irakli Tsereteli y luego con Gueorgui Plejánov y transitoriamente con León Trotski, que un tiempo perteneció a la fracción menchevique, pero se separó de ellos poco después." A. Rabinowitch, (1978): The bolsheviks come to power. The revolution of 1917 in Petrograd. W.W. Norton p. 24. |
| III    | 12 al 27 de abril de 1905 (CJ)           | Londres, Reino Unido                     | Extracto de Historia del Partido Comunista (bolchevique) de la URSS. Stalin. Ediciones en Lenguas Extranjeras, Moscú 1938: Congreso exclusivo del Partido Bolchevique. Asistieron a Londres 24 delegados en nombre de 20 comités bolcheviques. Al mismo tiempo se reunía en Ginebra la conferencia de los mencheviques. "Los bolcheviques querían el triunfo para el proletariado, el apoyo de los campesinos y se habría de poner un gobierno provisional revolucionario así como una Asamblea Constituyente. Los mencheviques establecen como adalid a las clases burguesas bajas para liderar una revolución pequeñoburguesa y no creen que los campesinos se deban acercar al proletariado convocando una asamblea representativa para convertirla en Constituyente". | Extracto de Historia del Partido Comunista (bolchevique) de la URSS. Stalin. Ediciones en Lenguas Extranjeras, Moscú 1938: Congreso exclusivo del Partido Bolchevique. Asistieron a Londres 24 delegados en nombre de 20 comités bolcheviques. Al mismo tiempo se reunía en Ginebra la conferencia de los mencheviques. "Los bolcheviques querían el triunfo para el proletariado, el apoyo de los campesinos y se habría de poner un gobierno provisional revolucionario así como una Asamblea Constituyente. Los mencheviques establecen como adalid a las clases burguesas bajas para liderar una revolución pequeñoburguesa y no creen que los campesinos se deban acercar al proletariado convocando una asamblea representativa para convertirla en Constituyente". |
| IV u   | 10 al 25 de abril de 1906 (CJ)           | Estocolmo, Suecia                        | Extracto de Historia del Partido Comunista (bolchevique) de la URSS. Stalin. Ediciones en Lenguas Extranjeras, Moscú 1938: Bolcheviques y mencheviques se reúnen nuevamente, aunque mantienen sus diferencias. Se conoce como Congreso de Unificación. Tomaron parte en este Congreso 111 delegados en representación de 57 organizaciones de base del Partido. Además, asistieron 3 representantes del "Bund" (Unión General de Trabajadores Judíos), 2 del Partido socialdemócrata polaco y 3 de la organización socialdemócrata de Letonia. Se trató de una unión formal, los mencheviques acogieron en sus filas intelectuales pequeño burgueses aunque en proporción insignificante con respecto a la mayoría restante. Los problemas discutidos fueron: el problema agrario, la apreciación del momento y de las tareas de clase del proletariado de organización. Los mencheviques se vieron obligados a reconocer algunas de las fórmulas de Lenin sobre la condición de miembro del Partido. Lenin y los bolcheviques siguieron optando por la nacionalización de la tierra y, en cambio, los mencheviques por la municipalización de la tierra con la finalidad, o al menos este era su resultado, de ponerla a disposición de los Zemstvos. Stalin les contestaría de esta forma: "o hegemonía del proletariado o hegemonía de la burguesía democrática: así es como está planteado el problema dentro del Partido y en esto es en lo que estriban nuestras discrepancias." El Congreso aprobó por mayoría de votos el programa menchevique. | Extracto de Historia del Partido Comunista (bolchevique) de la URSS. Stalin. Ediciones en Lenguas Extranjeras, Moscú 1938: Bolcheviques y mencheviques se reúnen nuevamente, aunque mantienen sus diferencias. Se conoce como Congreso de Unificación. Tomaron parte en este Congreso 111 delegados en representación de 57 organizaciones de base del Partido. Además, asistieron 3 representantes del "Bund" (Unión General de Trabajadores Judíos), 2 del Partido socialdemócrata polaco y 3 de la organización socialdemócrata de Letonia. Se trató de una unión formal, los mencheviques acogieron en sus filas intelectuales pequeño burgueses aunque en proporción insignificante con respecto a la mayoría restante. Los problemas discutidos fueron: el problema agrario, la apreciación del momento y de las tareas de clase del proletariado de organización. Los mencheviques se vieron obligados a reconocer algunas de las fórmulas de Lenin sobre la condición de miembro del Partido. Lenin y los bolcheviques siguieron optando por la nacionalización de la tierra y, en cambio, los mencheviques por la municipalización de la tierra con la finalidad, o al menos este era su resultado, de ponerla a disposición de los Zemstvos. Stalin les contestaría de esta forma: "o hegemonía del proletariado o hegemonía de la burguesía democrática: así es como está planteado el problema dentro del Partido y en esto es en lo que estriban nuestras discrepancias." El Congreso aprobó por mayoría de votos el programa menchevique. |
| V u    | 30 de abril al 19 de mayo de 1907 (CJ)   | Londres, Reino Unido                     | Extracto de Historia del Partido Comunista (bolchevique) de la URSS. Stalin. Ediciones en Lenguas Extranjeras, Moscú 1938: Bolcheviques y mencheviques se mantienen unidos. El POSDR contaba con 150.000 afiliados; asistieron 336 delegados; de ellos, 105 bolcheviques y 97 mencheviques. Los restantes representaban a las organizaciones socialdemócratas nacionales: la socialdemocracia polaca y lituana y el Bund, que habrían sido admitidos en el Congreso anterior. Trotski, intentó formar en este Congreso un pequeño grupo centrista, es decir, más cercano a las posturas mencheviques, como grupo aislado, no obtuvo muchos apoyos. Los bolcheviques arrastraban con ellos a polacos y lituanos disponiendo por tanto de una sólida mayoría en el Congreso. El Congreso aprobó la política de los bolcheviques y tomó el acuerdo de mantener una lucha implacable contra los partidos a los que acusaban de contrarrevolucionarios. Los mencheviques eran partidarios de convocar un congreso junto con los social-revolucionarios y anarquistas, lo cual obtuvo el reproche de Lenin y otros líderes en el Congreso. | Extracto de Historia del Partido Comunista (bolchevique) de la URSS. Stalin. Ediciones en Lenguas Extranjeras, Moscú 1938: Bolcheviques y mencheviques se mantienen unidos. El POSDR contaba con 150.000 afiliados; asistieron 336 delegados; de ellos, 105 bolcheviques y 97 mencheviques. Los restantes representaban a las organizaciones socialdemócratas nacionales: la socialdemocracia polaca y lituana y el Bund, que habrían sido admitidos en el Congreso anterior. Trotski, intentó formar en este Congreso un pequeño grupo centrista, es decir, más cercano a las posturas mencheviques, como grupo aislado, no obtuvo muchos apoyos. Los bolcheviques arrastraban con ellos a polacos y lituanos disponiendo por tanto de una sólida mayoría en el Congreso. El Congreso aprobó la política de los bolcheviques y tomó el acuerdo de mantener una lucha implacable contra los partidos a los que acusaban de contrarrevolucionarios. Los mencheviques eran partidarios de convocar un congreso junto con los social-revolucionarios y anarquistas, lo cual obtuvo el reproche de Lenin y otros líderes en el Congreso. |
| VI     | 26 de julio al 3 de agosto de 1917 (CJ)  | Petrogrado, República Rusa               | Extracto de Historia del Partido Comunista (bolchevique) de la URSS. Stalin. Ediciones en Lenguas Extranjeras, Moscú 1938: Celebrado en semi-legalidad. Los bolcheviques se unen con la facción interdistritos y rompen definitivamente con los mencheviques. Stalin puso de manifiesto con toda claridad y precisión que, a pesar de todos los esfuerzos de la burguesía por aplastar la revolución, esta crecía y se desarrollaba constantemente. Señaló que la revolución planteaba el problema de la implantación del control obrero sobre la producción y distribución de los productos, de la entrega de la tierra a los campesinos y del paso del Poder de manos de la burguesía a la clase obrera y los campesinos pobres. Por tanto la revolución se convertía por su carácter, en una revolución socialista. Después de las jornadas de julio, cambió bruscamente la situación política del país. Ya no existía dualidad de poderes. Por no querer tomar todo el Poder, los Soviets, con su dirección social-revolucionaria y menchevique, quedaron reducidos a la impotencia. El Poder se concentró en manos del Gobierno provisional de Kérenski, perteneciente a los eseristas (o socialistas revolucionarios) y representando a la más firme burguesía liberal, el cual continúa la revolución, aplastando toda posibilidad de un desarrollo pacífico de la revolución ya desaparecido. Sólo había -decía Stalin- una solución: derrocar al Gobierno provisional y tomar el poder por la fuerza. Y solo el proletariado, aliado con los campesinos pobres, podía tomar el Poder por la fuerza. Los Soviets, cuya dirección seguía en manos de los mencheviques y social-revolucionarios, se habían ido deslizando al campo de la burguesía, y en la situación existente, solo podían actuar como auxiliares del Gobierno provisional. Después de las jornadas de julio, la consigna de "¡Todo el Poder a los Soviets!" debía abandonarse, dijo Stalin, pero sin que el abandono temporal de esta consigna significara, ni mucho menos, que renuncia a luchar por el Poder de los Soviets. No se trataba de los Soviets en general, es decir, de los soviets como órganos de lucha revolucionaria, sino que se trataba solamente de aquellos soviets concretos, dirigidos por los 'mencheviques' y eseristas. Preobrazhenski, miembro de la autodenominada "Oposición de izquierda" dentro del 'Partido Comunista Soviético' y amigo cercano a Trotski, propuso que en la resolución sobre la conquista del Poder se dijese que solo se podría encaminar al país por la senda socialista si triunfaba la revolución proletaria en la Europa occidental (tesis de la revolución permanente de Trotski). Stalin rebatió esta proposición considerando que el socialismo en un solo país era lo más sensato para la posterior expansión de la revolución socialista y obrera. Así quedó demostrado tras el fin el de la Segunda Guerra Mundial (Bloque del Este) "No está descartada -dijo Stalin- la posibilidad de que sea precisamente Rusia el país que rompa la marcha hacia el socialismo. [...] Hay que recalcar esa idea caduca de que sólo Europa puede señalarnos el camino. Hay un marxismo dogmático y un marxismo creador, yo me sitúo en el terreno del segundo" (Actas del VI Congreso del P.C. (b) de la URSS págs 233-234). Bujarin, abrazando posiciones de la Oposición de Izquierdas (trotskistas), afirmó que los campesinos tenían ideas decembristas, que formaban un bloque con la burguesía y no marchaban con la clase obrera. Refutando a Bujarin, Stalin demostró que había diversas clases de campesinos: los campesinos ricos, que apoyaban a la burguesía imperialista, y los campesinos pobres, que deseaban aliarse a la clase obrera y la apoyaban en la lucha por el triunfo de la revolución. El Congreso rechazó las enmiendas de Preobrazhenski y Bujarin y aprobó el proyecto de resolución de Stalin. Fueron aprobados los nuevos estatutos, se determinaba que toda organización del partido se basaría en el 'centralismo democrático'. Esto significaba lo siguiente: 1) carácter electivo de todos los órganos de dirección del Partido de abajo a arriba: 2) Rendición periódica de cuentas de la gestión de los órganos del Partido ante las organizaciones del Partido correspondientes: 3) Severa disciplina de Partido y sumisión de la minoría a la mayoría; 4) Obligatoriedad incondicional de los acuerdos de los órganos superiores para los inferiores y para todos los miembros del Partido. | Extracto de Historia del Partido Comunista (bolchevique) de la URSS. Stalin. Ediciones en Lenguas Extranjeras, Moscú 1938: Celebrado en semi-legalidad. Los bolcheviques se unen con la facción interdistritos y rompen definitivamente con los mencheviques. Stalin puso de manifiesto con toda claridad y precisión que, a pesar de todos los esfuerzos de la burguesía por aplastar la revolución, esta crecía y se desarrollaba constantemente. Señaló que la revolución planteaba el problema de la implantación del control obrero sobre la producción y distribución de los productos, de la entrega de la tierra a los campesinos y del paso del Poder de manos de la burguesía a la clase obrera y los campesinos pobres. Por tanto la revolución se convertía por su carácter, en una revolución socialista. Después de las jornadas de julio, cambió bruscamente la situación política del país. Ya no existía dualidad de poderes. Por no querer tomar todo el Poder, los Soviets, con su dirección social-revolucionaria y menchevique, quedaron reducidos a la impotencia. El Poder se concentró en manos del Gobierno provisional de Kérenski, perteneciente a los eseristas (o socialistas revolucionarios) y representando a la más firme burguesía liberal, el cual continúa la revolución, aplastando toda posibilidad de un desarrollo pacífico de la revolución ya desaparecido. Sólo había -decía Stalin- una solución: derrocar al Gobierno provisional y tomar el poder por la fuerza. Y solo el proletariado, aliado con los campesinos pobres, podía tomar el Poder por la fuerza. Los Soviets, cuya dirección seguía en manos de los mencheviques y social-revolucionarios, se habían ido deslizando al campo de la burguesía, y en la situación existente, solo podían actuar como auxiliares del Gobierno provisional. Después de las jornadas de julio, la consigna de "¡Todo el Poder a los Soviets!" debía abandonarse, dijo Stalin, pero sin que el abandono temporal de esta consigna significara, ni mucho menos, que renuncia a luchar por el Poder de los Soviets. No se trataba de los Soviets en general, es decir, de los soviets como órganos de lucha revolucionaria, sino que se trataba solamente de aquellos soviets concretos, dirigidos por los 'mencheviques' y eseristas. Preobrazhenski, miembro de la autodenominada "Oposición de izquierda" dentro del 'Partido Comunista Soviético' y amigo cercano a Trotski, propuso que en la resolución sobre la conquista del Poder se dijese que solo se podría encaminar al país por la senda socialista si triunfaba la revolución proletaria en la Europa occidental (tesis de la revolución permanente de Trotski). Stalin rebatió esta proposición considerando que el socialismo en un solo país era lo más sensato para la posterior expansión de la revolución socialista y obrera. Así quedó demostrado tras el fin el de la Segunda Guerra Mundial (Bloque del Este) "No está descartada -dijo Stalin- la posibilidad de que sea precisamente Rusia el país que rompa la marcha hacia el socialismo. [...] Hay que recalcar esa idea caduca de que sólo Europa puede señalarnos el camino. Hay un marxismo dogmático y un marxismo creador, yo me sitúo en el terreno del segundo" (Actas del VI Congreso del P.C. (b) de la URSS págs 233-234). Bujarin, abrazando posiciones de la Oposición de Izquierdas (trotskistas), afirmó que los campesinos tenían ideas decembristas, que formaban un bloque con la burguesía y no marchaban con la clase obrera. Refutando a Bujarin, Stalin demostró que había diversas clases de campesinos: los campesinos ricos, que apoyaban a la burguesía imperialista, y los campesinos pobres, que deseaban aliarse a la clase obrera y la apoyaban en la lucha por el triunfo de la revolución. El Congreso rechazó las enmiendas de Preobrazhenski y Bujarin y aprobó el proyecto de resolución de Stalin. Fueron aprobados los nuevos estatutos, se determinaba que toda organización del partido se basaría en el 'centralismo democrático'. Esto significaba lo siguiente: 1) carácter electivo de todos los órganos de dirección del Partido de abajo a arriba: 2) Rendición periódica de cuentas de la gestión de los órganos del Partido ante las organizaciones del Partido correspondientes: 3) Severa disciplina de Partido y sumisión de la minoría a la mayoría; 4) Obligatoriedad incondicional de los acuerdos de los órganos superiores para los inferiores y para todos los miembros del Partido. |
| VII e  | 6 al 8 de marzo de 1918                  | Moscú, RSFSR                             | Extracto de Historia del Partido Comunista (bolchevique) de la URSS. Stalin. Ediciones en Lenguas Extranjeras, Moscú 1938: El partido toma el nombre de Partido Comunista de Rusia (Bolchevique). Asistieron 46 delegados y 58 sin derecho a voto. De los cuales 145.000 eran afiliados, aunque en realidad el Partido tenía más de 270.000 miembros. La resolución presentada por Lenin sobre la paz de Brest-Litovsk fue aprobada por 30 votos contra 12 y 4 abstenciones. La resolución aprobada por el Congreso se advertía que sería inevitable que en el futuro surgiesen también ataques bélicos de los 'Estados imperialistas' contra la 'República de los Soviets', por cuya razón el Congreso consideraba deber fundamental del Partido tomar las medidas más enérgicas y decisivas con objeto de elevar la disciplina en el seno del Partido y de la de los obreros y campesinos en general, poner a las masas en las condiciones y defender con abnegación y ahínco la patria socialista, organizar al Ejército Rojo e instruir militarmente a toda la población. El Congreso, después de ratificar la justeza de la línea leninista en el problema de la Paz de Brest-Litovsk, condenó la posición de Trotsky y Bujarin y estigmatizó el intento de los "comunistas de izquierda", en clara minoría y derrotados, de proseguir en el mismo Congreso su labor "secesionista". La firma de la paz dio al Partido la posibilidad de ganar tiempo para afianzar el poder y poner en orden la Economía del país. El Tratado de Brest-Litovsk permitió al proletariado mantener a su lado a los campesinos y acumular fuerzas para aplastar a los generales blancos en el periodo de guerra civil. Durante el periodo de la Revolución de Octubre, Lenin había enseñado al Partido bolchevique como hay que avanzar resueltamente y sin miedo, cuando se dan las condiciones necesarias para ello. Durante el periodo de la paz de Brest-Litovsk, le enseñó cómo hay que retroceder, ordenadamente, cuando las fuerzas del adversario superan a ciencia cierta las propias, con el fin de preparar con la mayor energía la nueva ofensiva contra el enemigo. La historia ha confirmado plenamente la justeza de la línea leninista. En el VI Congreso se tomó el acuerdo de cambiar el nombre del Partido y de redactar un nuevo programa. El Partido pasó a llamarse Partido Comunista de Rusia (bolchevique) -P.C.R. (b) -. Lenin propuso este nombre por ajustarse exactamente el objetivo que el Partido bolchevique se propone, que es la realización del comunismo. Para la redacción del nuevo programa del Partido fue elegida una Comisión especial, de la que formaban parte Lenin, Stalin y otros, se tomaba como base el proyecto presentado por Lenin. Como se ve, el VII Congreso realizó una obra histórica formidable: derrotó a la minoría dentro del Partido, empezando por los autodenominados "'comunistas de izquierda'" y los trotskistas. Se consiguió sacar al país de la guerra imperialista (Primera Guerra Mundial), logró la paz, y con ella una tregua que permitió al Partido ganar tiempo para organizar al Ejército Rojo e impuso al Partido la misión de implantar un orden socialista en la Economía nacional. | Extracto de Historia del Partido Comunista (bolchevique) de la URSS. Stalin. Ediciones en Lenguas Extranjeras, Moscú 1938: El partido toma el nombre de Partido Comunista de Rusia (Bolchevique). Asistieron 46 delegados y 58 sin derecho a voto. De los cuales 145.000 eran afiliados, aunque en realidad el Partido tenía más de 270.000 miembros. La resolución presentada por Lenin sobre la paz de Brest-Litovsk fue aprobada por 30 votos contra 12 y 4 abstenciones. La resolución aprobada por el Congreso se advertía que sería inevitable que en el futuro surgiesen también ataques bélicos de los 'Estados imperialistas' contra la 'República de los Soviets', por cuya razón el Congreso consideraba deber fundamental del Partido tomar las medidas más enérgicas y decisivas con objeto de elevar la disciplina en el seno del Partido y de la de los obreros y campesinos en general, poner a las masas en las condiciones y defender con abnegación y ahínco la patria socialista, organizar al Ejército Rojo e instruir militarmente a toda la población. El Congreso, después de ratificar la justeza de la línea leninista en el problema de la Paz de Brest-Litovsk, condenó la posición de Trotsky y Bujarin y estigmatizó el intento de los "comunistas de izquierda", en clara minoría y derrotados, de proseguir en el mismo Congreso su labor "secesionista". La firma de la paz dio al Partido la posibilidad de ganar tiempo para afianzar el poder y poner en orden la Economía del país. El Tratado de Brest-Litovsk permitió al proletariado mantener a su lado a los campesinos y acumular fuerzas para aplastar a los generales blancos en el periodo de guerra civil. Durante el periodo de la Revolución de Octubre, Lenin había enseñado al Partido bolchevique como hay que avanzar resueltamente y sin miedo, cuando se dan las condiciones necesarias para ello. Durante el periodo de la paz de Brest-Litovsk, le enseñó cómo hay que retroceder, ordenadamente, cuando las fuerzas del adversario superan a ciencia cierta las propias, con el fin de preparar con la mayor energía la nueva ofensiva contra el enemigo. La historia ha confirmado plenamente la justeza de la línea leninista. En el VI Congreso se tomó el acuerdo de cambiar el nombre del Partido y de redactar un nuevo programa. El Partido pasó a llamarse Partido Comunista de Rusia (bolchevique) -P.C.R. (b) -. Lenin propuso este nombre por ajustarse exactamente el objetivo que el Partido bolchevique se propone, que es la realización del comunismo. Para la redacción del nuevo programa del Partido fue elegida una Comisión especial, de la que formaban parte Lenin, Stalin y otros, se tomaba como base el proyecto presentado por Lenin. Como se ve, el VII Congreso realizó una obra histórica formidable: derrotó a la minoría dentro del Partido, empezando por los autodenominados "'comunistas de izquierda'" y los trotskistas. Se consiguió sacar al país de la guerra imperialista (Primera Guerra Mundial), logró la paz, y con ella una tregua que permitió al Partido ganar tiempo para organizar al Ejército Rojo e impuso al Partido la misión de implantar un orden socialista en la Economía nacional. |
| VIII   | 18 al 23 de marzo de 1919                | Moscú, RSFSR                             | Extracto de Historia del Partido Comunista (bolchevique) de la URSS. Stalin. Ediciones en Lenguas Extranjeras, Moscú 1938: 301 delegados con voz y voto, representando a 313.766 afiliados, además 102 delegados con voz pero sin derecho a voto. Fue aprobado el nuevo programa del Partido, el (2.º) Programa del Partido. en él se define lo que es capitalismo en su fase superior, el imperialismo. Intervino enérgicamente contra las ideas antibolchevique de Bujarin, que proponía eliminar de él los puntos en que se hablaba del capitalismo, de la pequeña producción de mercancías y del régimen económico del campesino medio. Las ideas de Bujarin representaban la negación menchevique-trotskista de importancia del campesino medio para la edificación soviética. Lenin salió también al paso de las ideas que consideraba antibolcheviques de Nikolái Bujarin y Gueorgui Piatakov sobre el problema nacional. Lenin lanzó, en noviembre de 1918, esta consigna: "Saber llegar a un acuerdo con los campesinos medios, sin cejar ni un minuto en la lucha contra los kuláks y tomando como sólido punto de apoyo solamente a los campesinos pobres" (Lenin, t XXIII, pág 294, ed rusa). El VII Congreso marcó en viraje a la política de Partido con respecto a los campesinos medios. La nueva política de relaciones con los campesinos medios, preconizada por Lenin en el VII Congreso, exigía que el proletariado se apoyase en los campesinos medios, mantuviese una sólida alianza con los campesinos medios y que luchase contra los kuláks. Lenin y Stalin intervinieron resueltamente en contra de la "oposición militar", que defendía las supervivencia de las guerrillas dentro del Ejército y luchaba contra la creación de un Ejército Rojo regular, contra el empleo de los técnicos militares, contra esa disciplina férrea, sin la cual no puede existir en verdadero ejército. Saliendo al paso de la "oposición militar", Stalin exigía la creación de un ejército regular, penetrado del espíritu de la más severa disciplina. "O creamos -decía Stalin- un verdadero ejército obrero-campesino, y predominantemente campesino, un ejército rigurosamente disciplinado y defenderemos la República, o pereceremos". Pero el mismo tiempo que desechaba una serie de propuestas de la "oposición militar", el Congreso asestó un duro golpe contra Trotski, quedando este totalmente aislado y sin apoyos al exigir que se mejorase la actuación de los organismos militares centrales y se reforzase el papel de los comunistas dentro del Ejército. El Congreso examinó, además, el problema de la organización del Partido y de los Soviets, el problema del papel dirigente del Partido en la actuación de los Soviets. En la discusión de este problema, el Congreso hubo de rechazar la posición del grupo cercano a Sapronov - y Osinski, a quienes consideraban meros oportunistas pues negaban el papel dirigente del Partido en la actuación de los Soviets, recordemos la teoría del partido de vanguardia de las tesis leninistas. | Extracto de Historia del Partido Comunista (bolchevique) de la URSS. Stalin. Ediciones en Lenguas Extranjeras, Moscú 1938: 301 delegados con voz y voto, representando a 313.766 afiliados, además 102 delegados con voz pero sin derecho a voto. Fue aprobado el nuevo programa del Partido, el (2.º) Programa del Partido. en él se define lo que es capitalismo en su fase superior, el imperialismo. Intervino enérgicamente contra las ideas antibolchevique de Bujarin, que proponía eliminar de él los puntos en que se hablaba del capitalismo, de la pequeña producción de mercancías y del régimen económico del campesino medio. Las ideas de Bujarin representaban la negación menchevique-trotskista de importancia del campesino medio para la edificación soviética. Lenin salió también al paso de las ideas que consideraba antibolcheviques de Nikolái Bujarin y Gueorgui Piatakov sobre el problema nacional. Lenin lanzó, en noviembre de 1918, esta consigna: "Saber llegar a un acuerdo con los campesinos medios, sin cejar ni un minuto en la lucha contra los kuláks y tomando como sólido punto de apoyo solamente a los campesinos pobres" (Lenin, t XXIII, pág 294, ed rusa). El VII Congreso marcó en viraje a la política de Partido con respecto a los campesinos medios. La nueva política de relaciones con los campesinos medios, preconizada por Lenin en el VII Congreso, exigía que el proletariado se apoyase en los campesinos medios, mantuviese una sólida alianza con los campesinos medios y que luchase contra los kuláks. Lenin y Stalin intervinieron resueltamente en contra de la "oposición militar", que defendía las supervivencia de las guerrillas dentro del Ejército y luchaba contra la creación de un Ejército Rojo regular, contra el empleo de los técnicos militares, contra esa disciplina férrea, sin la cual no puede existir en verdadero ejército. Saliendo al paso de la "oposición militar", Stalin exigía la creación de un ejército regular, penetrado del espíritu de la más severa disciplina. "O creamos -decía Stalin- un verdadero ejército obrero-campesino, y predominantemente campesino, un ejército rigurosamente disciplinado y defenderemos la República, o pereceremos". Pero el mismo tiempo que desechaba una serie de propuestas de la "oposición militar", el Congreso asestó un duro golpe contra Trotski, quedando este totalmente aislado y sin apoyos al exigir que se mejorase la actuación de los organismos militares centrales y se reforzase el papel de los comunistas dentro del Ejército. El Congreso examinó, además, el problema de la organización del Partido y de los Soviets, el problema del papel dirigente del Partido en la actuación de los Soviets. En la discusión de este problema, el Congreso hubo de rechazar la posición del grupo cercano a Sapronov - y Osinski, a quienes consideraban meros oportunistas pues negaban el papel dirigente del Partido en la actuación de los Soviets, recordemos la teoría del partido de vanguardia de las tesis leninistas. |
| IX     | 29 de marzo al 5 de abril de 1920        | Moscú, RSFSR                             | Extracto de Historia del Partido Comunista (bolchevique) de la URSS. Stalin. Ediciones en Lenguas Extranjeras, Moscú 1938: En este caso se nombraron 554 delegados representando a 611.978 afiliados, además 162 con voz pero sin voto. Se consagró una atención especial al problema de la formación de un plan económico de conjunto, encaminado a poner de nuevo en marcha, en primer lugar, el transporte, el combustible y la metalurgia. El eje de este plan era el problema de la electrificación de toda la Economía nacional, que Lenin destacó como "un gran programa para 10 o 20 años". Sobre estas bases había de trazarse, más tarde, el célebre plan GOELRO (plan para la electrificación del país). | Extracto de Historia del Partido Comunista (bolchevique) de la URSS. Stalin. Ediciones en Lenguas Extranjeras, Moscú 1938: En este caso se nombraron 554 delegados representando a 611.978 afiliados, además 162 con voz pero sin voto. Se consagró una atención especial al problema de la formación de un plan económico de conjunto, encaminado a poner de nuevo en marcha, en primer lugar, el transporte, el combustible y la metalurgia. El eje de este plan era el problema de la electrificación de toda la Economía nacional, que Lenin destacó como "un gran programa para 10 o 20 años". Sobre estas bases había de trazarse, más tarde, el célebre plan GOELRO (plan para la electrificación del país). |
| X      | 8 al 16 de marzo de 1921                 | Moscú, RSFSR                             | Extracto de Historia del Partido Comunista (bolchevique) de la URSS. Stalin. Ediciones en Lenguas Extranjeras, Moscú 1938: Asistieron 694 delegados representando a 732.521 afiliados y 296 delegados con voz pero sin voto. Varias facciones disidentes internas son prohibidas por medio de una resolución secreta. Se pone en marcha la Nueva Política Económica, conocida por su acrónimo en inglés como la NEP. El Congreso hizo balance de la discusión de los sindicatos y aprobó por una mayoría aplastante la plataforma leninista. Íntimamente unida a la resolución "sobre la unidad del Partido" se hallaba otra resolución "sobre la desviación sindicalista y anarquista dentro de nuestro Partido", aprobaba igualmente por el Congreso a propuesta de Lenin. En esta resolución, el X Congreso condenaba la llamada "Oposición Obrera". El congreso consideró que la propaganda de las ideas de desviación anarco-sindicalista era incompatible con el hecho de militar en el Partido comunista y encarecía al Partido que luchase resueltamente contra esta desviación. El X Congreso tomó un acuerdo de suma importancia en el que se hablaba de superar el sistema de contigentación al impuesto en especie dando paso a la Nueva Política Económica ("NEP"). | Extracto de Historia del Partido Comunista (bolchevique) de la URSS. Stalin. Ediciones en Lenguas Extranjeras, Moscú 1938: Asistieron 694 delegados representando a 732.521 afiliados y 296 delegados con voz pero sin voto. Varias facciones disidentes internas son prohibidas por medio de una resolución secreta. Se pone en marcha la Nueva Política Económica, conocida por su acrónimo en inglés como la NEP. El Congreso hizo balance de la discusión de los sindicatos y aprobó por una mayoría aplastante la plataforma leninista. Íntimamente unida a la resolución "sobre la unidad del Partido" se hallaba otra resolución "sobre la desviación sindicalista y anarquista dentro de nuestro Partido", aprobaba igualmente por el Congreso a propuesta de Lenin. En esta resolución, el X Congreso condenaba la llamada "Oposición Obrera". El congreso consideró que la propaganda de las ideas de desviación anarco-sindicalista era incompatible con el hecho de militar en el Partido comunista y encarecía al Partido que luchase resueltamente contra esta desviación. El X Congreso tomó un acuerdo de suma importancia en el que se hablaba de superar el sistema de contigentación al impuesto en especie dando paso a la Nueva Política Económica ("NEP"). |
| XI     | 27 de marzo al 2 de abril de 1922        | Moscú, RSFSR                             | Extracto de Historia del Partido Comunista (bolchevique) de la URSS. Stalin. Ediciones en Lenguas Extranjeras, Moscú 1938: A dicho congreso acudieron 522 delegados representando a 532.000 afiliados, 165 con voz pero sin voto. Después del XI Congreso cobró nuevas fuerzas la labor de tipo económico. fueron liquidadas con éxito las consecuencias acarreadas por la mala cosecha. la Economía campesina iba rehaciéndose rápidamente. El funcionamiento de los ferrocarriles se perfeccionaba. Aumentaba sin cesar el número de fábricas y empresas industriales que trabajaban. El Politburó (del Comité Central del PCUS) saliente se componía de: Zinóviev, Kámenev, Lenin, Alekséi Rýkov, Stalin, Mijaíl Tomski y Trotski elegidos miembros plenos; Bujarin, Kalinin y Mólotov elegidos miembros candidatos. Alekséi Rýkov y Tomsky fueron las nuevas incorporaciones al Politburó. El Comité Central eligió a Stalin Secretario General a propuesta de Lenin por unanimidad. | Extracto de Historia del Partido Comunista (bolchevique) de la URSS. Stalin. Ediciones en Lenguas Extranjeras, Moscú 1938: A dicho congreso acudieron 522 delegados representando a 532.000 afiliados, 165 con voz pero sin voto. Después del XI Congreso cobró nuevas fuerzas la labor de tipo económico. fueron liquidadas con éxito las consecuencias acarreadas por la mala cosecha. la Economía campesina iba rehaciéndose rápidamente. El funcionamiento de los ferrocarriles se perfeccionaba. Aumentaba sin cesar el número de fábricas y empresas industriales que trabajaban. El Politburó (del Comité Central del PCUS) saliente se componía de: Zinóviev, Kámenev, Lenin, Alekséi Rýkov, Stalin, Mijaíl Tomski y Trotski elegidos miembros plenos; Bujarin, Kalinin y Mólotov elegidos miembros candidatos. Alekséi Rýkov y Tomsky fueron las nuevas incorporaciones al Politburó. El Comité Central eligió a Stalin Secretario General a propuesta de Lenin por unanimidad. |
| XII    | 17 al 25 de abril de 1923                | Moscú, URSS                              | Extracto de Historia del Partido Comunista (bolchevique) de la URSS. Stalin. Ediciones en Lenguas Extranjeras, Moscú 1938: Sin Lenin; 408 delegados representando a 386.000 afiliados, además 417 delegados con voz pero sin voto. El Congreso salió enérgicamente al paso de todos los que interpretaban la NEP como un abandono de las posiciones socialistas, como la rendición de estas posiciones al capitalismo, de todos los que proponían entregarse a las garras de éste. Esto fue lo que preconizaba en el Congreso algunos de los adeptos de Trotski, Rádek y Krasin. Proponían pagar las deudas del gobierno zarista, acumuladas por la Revolución de Octubre. El Partido estigmatizó como traidoras estas propuestas de capitulación. No renunciaba a emplear la política de las concesiones, pero solo en aquellas ramas y dentro de aquellos límite que resultasen ventajosas para el Estado Soviético. | Extracto de Historia del Partido Comunista (bolchevique) de la URSS. Stalin. Ediciones en Lenguas Extranjeras, Moscú 1938: Sin Lenin; 408 delegados representando a 386.000 afiliados, además 417 delegados con voz pero sin voto. El Congreso salió enérgicamente al paso de todos los que interpretaban la NEP como un abandono de las posiciones socialistas, como la rendición de estas posiciones al capitalismo, de todos los que proponían entregarse a las garras de éste. Esto fue lo que preconizaba en el Congreso algunos de los adeptos de Trotski, Rádek y Krasin. Proponían pagar las deudas del gobierno zarista, acumuladas por la Revolución de Octubre. El Partido estigmatizó como traidoras estas propuestas de capitulación. No renunciaba a emplear la política de las concesiones, pero solo en aquellas ramas y dentro de aquellos límite que resultasen ventajosas para el Estado Soviético. |
| XIII   | 23 al 31 de mayo de 1924                 | Moscú, URSS                              | Extracto de Historia del Partido Comunista (bolchevique) de la URSS. Stalin. Ediciones en Lenguas Extranjeras, Moscú 1938: Primer congreso posterior a la muerte de Lenin. 748 delegados representando a 735.881 afiliados y 426 con voz pero sin voto. El Congreso condenó unánimemente la plataforma de oposición trotskista, definiéndola como una desviación pequeñoburguesa del marxismo, como una revisión del leninismo, y ratificó las resoluciones votadas por la XIII Conferencia del Partido "Sobre la obra del desarrollo del Partido" y "Sobre los resultados de la discusión". Partiendo de la tarea de reforzar la cohesión entre la ciudad y el campo, el Congreso indicó la necesidad de seguir desarrollando la industria, y en primer término, la industria ligera, subrayando, al mismo tiempo, la necesidad de imprimir un rápido desarrollo a la industria metalúrgica. El Congreso ratificó la creación del Comisariado del Pueblo de Comercio Interior y planteó a todos los organismo comerciales la tarea de dominar el mercado y desalojar de la órbita comercial al capital privado. Se planteó también la tarea de desarrollar el crédito del Estado a favor de los campesinos a bajo tipo de interés, desalojando de la aldea al usurero. Como tarea fundamental para la actuación en el campo, el Congreso destacó la consigna de desarrollar por todos los medios la cooperación entre las masa campesinas. | Extracto de Historia del Partido Comunista (bolchevique) de la URSS. Stalin. Ediciones en Lenguas Extranjeras, Moscú 1938: Primer congreso posterior a la muerte de Lenin. 748 delegados representando a 735.881 afiliados y 426 con voz pero sin voto. El Congreso condenó unánimemente la plataforma de oposición trotskista, definiéndola como una desviación pequeñoburguesa del marxismo, como una revisión del leninismo, y ratificó las resoluciones votadas por la XIII Conferencia del Partido "Sobre la obra del desarrollo del Partido" y "Sobre los resultados de la discusión". Partiendo de la tarea de reforzar la cohesión entre la ciudad y el campo, el Congreso indicó la necesidad de seguir desarrollando la industria, y en primer término, la industria ligera, subrayando, al mismo tiempo, la necesidad de imprimir un rápido desarrollo a la industria metalúrgica. El Congreso ratificó la creación del Comisariado del Pueblo de Comercio Interior y planteó a todos los organismo comerciales la tarea de dominar el mercado y desalojar de la órbita comercial al capital privado. Se planteó también la tarea de desarrollar el crédito del Estado a favor de los campesinos a bajo tipo de interés, desalojando de la aldea al usurero. Como tarea fundamental para la actuación en el campo, el Congreso destacó la consigna de desarrollar por todos los medios la cooperación entre las masa campesinas. |
| XIV    | 18 al 31 de diciembre de 1925            | Moscú, URSS                              | Extracto de Historia del Partido Comunista (bolchevique) de la URSS. Stalin. Ediciones en Lenguas Extranjeras, Moscú 1938: 665 delegados y 541 sin derecho a voto, representando a 643.000 afiliados y 445.00 aspirantes. El informe político del Comité Central corrió a cargo de Stalin. trazó un cuadro nítido del desarrollo de la potencia política y económica de la Unión Soviética. Gracias a la superioridad del sistema de la Economía soviética, tanto la industria como la agricultura había sido restaurados en un plano relativamente breve y se acercaban de nuevo al nivel de antes de la guerra. "Transformar nuestro país de un país agrario en un país industrial, capaz de producir con sus propios medios las máquina y herramientas necesarias: en esto consiste la esencia, el fundamento de nuestra línea general" indicaba Stalin. La industrialización del país garantizaba su independencia económica, reforzaría su capacidad defensiva y crearía las condiciones necesarias para el triunfo del socialismo en la URSS. Contra la línea general del Partido se levantaron los zinovievistas (seguidores de Zinóviev). El Congreso estigmatizó el "plan" económico de los zinovievistas, como un pan de esclavización de la URSS. A partir del XIV Congreso, el Partido bolchevique comenzó a llamarse Partido Comunista (bolchevique) de la URSS. Al terminar el XIV Congreso, salió para Leningrado un grupo de delegados compuesto por los camaradas Mólotov, Kírov, Voroshílov, Kalinin, Blumkin y otros. Los bolcheviques de Leningrado siguieron militando en las primeras filas del Partido de Lenin-Stalin. | Extracto de Historia del Partido Comunista (bolchevique) de la URSS. Stalin. Ediciones en Lenguas Extranjeras, Moscú 1938: 665 delegados y 541 sin derecho a voto, representando a 643.000 afiliados y 445.00 aspirantes. El informe político del Comité Central corrió a cargo de Stalin. trazó un cuadro nítido del desarrollo de la potencia política y económica de la Unión Soviética. Gracias a la superioridad del sistema de la Economía soviética, tanto la industria como la agricultura había sido restaurados en un plano relativamente breve y se acercaban de nuevo al nivel de antes de la guerra. "Transformar nuestro país de un país agrario en un país industrial, capaz de producir con sus propios medios las máquina y herramientas necesarias: en esto consiste la esencia, el fundamento de nuestra línea general" indicaba Stalin. La industrialización del país garantizaba su independencia económica, reforzaría su capacidad defensiva y crearía las condiciones necesarias para el triunfo del socialismo en la URSS. Contra la línea general del Partido se levantaron los zinovievistas (seguidores de Zinóviev). El Congreso estigmatizó el "plan" económico de los zinovievistas, como un pan de esclavización de la URSS. A partir del XIV Congreso, el Partido bolchevique comenzó a llamarse Partido Comunista (bolchevique) de la URSS. Al terminar el XIV Congreso, salió para Leningrado un grupo de delegados compuesto por los camaradas Mólotov, Kírov, Voroshílov, Kalinin, Blumkin y otros. Los bolcheviques de Leningrado siguieron militando en las primeras filas del Partido de Lenin-Stalin. |
| XV     | 2 al 19 de diciembre de 1927             | Moscú, URSS                              | Extracto de Historia del Partido Comunista (bolchevique) de la URSS. Stalin. Ediciones en Lenguas Extranjeras, Moscú 1938: Se abrió el 2 de diciembre de 1927. 898 delegados y 774 con voz, representando a 887.233 afiliados y 348.957 aspirantes. Señalando en su informe los éxitos de la industrialización y el rápido desarrollo de la industria socialista, Stalin planteaba al Partido esta tarea. Finalmente, partiendo del fortalecimiento del principio de la planificación en la Economía nacional y con vistas a la organización con arreglo a un plan de la ofensiva del socialismo contra los elementos capitalistas en todo el frente de la Economía nacional, el Congreso dio a las organismos competentes la norma de establecer el primer Plan Quinquenal de la Economía nacional soviética. Después de examinar los problemas de la edificación del socialismo, el XV Congreso del Partido pasó al problema de la liquidación del bloque trotskista-zinovievista. El Congreso refrendó el acuerdo de expulsión del Partido de Trotsky y Zinóviev tomando en la reunión conjuntas al Comité Central y de la Comisión Central de Control, y acordó la expulsión de todos los elementos del bloque trotskista-zinovievista, tales como Rádek, Preobrazhenski, Rakovski, Piatakov, Serebriakov, I. Smirnov, Kámenev, Sarkis, Safárov, Lifshitz, Mdivani, Smilga y todo el grupo de los "centralistas democráticos" (Saprónov, V. Smirvo, Boguslavski, Drovnis y otros). Stalin defendía la tesis de la construcción del socialismo en un solo país de momento, Trotski defendía la tesis de la revolución permanente y dirigía la Oposición Unificada o según éstos la: "Oposición de Izquierdas". Tras las elecciones votaron 725.000 miembros, 6.000 a la Oposición Unificada, es decir un 0.8%, tras ello el Partido decidió que no estaban ya en la línea general del partido y fueron expulsados. No obstante, muchos de ellos como Preobrazhenski tras rectificar volvieron a ser aceptados en el partido. | Extracto de Historia del Partido Comunista (bolchevique) de la URSS. Stalin. Ediciones en Lenguas Extranjeras, Moscú 1938: Se abrió el 2 de diciembre de 1927. 898 delegados y 774 con voz, representando a 887.233 afiliados y 348.957 aspirantes. Señalando en su informe los éxitos de la industrialización y el rápido desarrollo de la industria socialista, Stalin planteaba al Partido esta tarea. Finalmente, partiendo del fortalecimiento del principio de la planificación en la Economía nacional y con vistas a la organización con arreglo a un plan de la ofensiva del socialismo contra los elementos capitalistas en todo el frente de la Economía nacional, el Congreso dio a las organismos competentes la norma de establecer el primer Plan Quinquenal de la Economía nacional soviética. Después de examinar los problemas de la edificación del socialismo, el XV Congreso del Partido pasó al problema de la liquidación del bloque trotskista-zinovievista. El Congreso refrendó el acuerdo de expulsión del Partido de Trotsky y Zinóviev tomando en la reunión conjuntas al Comité Central y de la Comisión Central de Control, y acordó la expulsión de todos los elementos del bloque trotskista-zinovievista, tales como Rádek, Preobrazhenski, Rakovski, Piatakov, Serebriakov, I. Smirnov, Kámenev, Sarkis, Safárov, Lifshitz, Mdivani, Smilga y todo el grupo de los "centralistas democráticos" (Saprónov, V. Smirvo, Boguslavski, Drovnis y otros). Stalin defendía la tesis de la construcción del socialismo en un solo país de momento, Trotski defendía la tesis de la revolución permanente y dirigía la Oposición Unificada o según éstos la: "Oposición de Izquierdas". Tras las elecciones votaron 725.000 miembros, 6.000 a la Oposición Unificada, es decir un 0.8%, tras ello el Partido decidió que no estaban ya en la línea general del partido y fueron expulsados. No obstante, muchos de ellos como Preobrazhenski tras rectificar volvieron a ser aceptados en el partido. |
| XVI    | 26 de junio al 13 de julio de 1930       | Moscú, URSS                              | Extracto de Historia del Partido Comunista (bolchevique) de la URSS. Stalin. Ediciones en Lenguas Extranjeras, Moscú 1938: 1.268 delegados y 891 con voz representando a 1.260.874 afiliados y 711.609 aspirantes. Ha pasado a la historia como "el Congreso de la ofensiva desplegada del socialismo en todo el frente, de la liquidación de los kuláks como clase y de la realización de la colectivización total" (Stalin). Hacia la época del XV Congreso, en el año de 1926-1927 el volumen global de la producción de toda la industria solo era de 102,5 por 100 del nivel de antes de la guerra; hacia la época del XVI Congreso, o sea el 1929-1930, era ya del 180 por 100, aproximadamente, del nivel de anteguerra. Después de cumplir con éxito y sobre pasar el plan del primer año del primer Plan Quinquenal, surgió entre las masas la consigna de "ejecutar el Plan Quinquenal a cuatro años". En una serie de remas adelantadas de la industria (petróleo, industria electro-técnica), la ejecución del plan se desarrollaba con tanto éxito, que en estas ramas se pudo llegar incluso a cumplir el programa trazado por el Plan Quinquenal en dos y medio a tres años. esto confirma la plena realidad de la consigna "Plan Quinquenal en cuatro años" y desenmascaraba el oportunismo políticos de quienes, dentro del partido, dudaban de la posibilidad de su realización. Hacia la época del XVI Congreso del Partido, se operó un viraje formidable en el desarrollo de la agricultura de la URSS. Las grandes masa campesinas (en la primavera de 1929, solo ascendía al 2 o a 3 por 100). La superficie de siembra de los koljoses englobaba 36 millones de hectáreas. Por tanto, se había sobrepasado el ambicioso programa trazado en el acuerdo del Comité Central de 5 de enero de 1930 (30 millones de hectáreas). En cuanto al Plan Quinquenal de organizaciones de koljoses, su programa para dos años fue ejecutado en más de 150 por 100. | Extracto de Historia del Partido Comunista (bolchevique) de la URSS. Stalin. Ediciones en Lenguas Extranjeras, Moscú 1938: 1.268 delegados y 891 con voz representando a 1.260.874 afiliados y 711.609 aspirantes. Ha pasado a la historia como "el Congreso de la ofensiva desplegada del socialismo en todo el frente, de la liquidación de los kuláks como clase y de la realización de la colectivización total" (Stalin). Hacia la época del XV Congreso, en el año de 1926-1927 el volumen global de la producción de toda la industria solo era de 102,5 por 100 del nivel de antes de la guerra; hacia la época del XVI Congreso, o sea el 1929-1930, era ya del 180 por 100, aproximadamente, del nivel de anteguerra. Después de cumplir con éxito y sobre pasar el plan del primer año del primer Plan Quinquenal, surgió entre las masas la consigna de "ejecutar el Plan Quinquenal a cuatro años". En una serie de remas adelantadas de la industria (petróleo, industria electro-técnica), la ejecución del plan se desarrollaba con tanto éxito, que en estas ramas se pudo llegar incluso a cumplir el programa trazado por el Plan Quinquenal en dos y medio a tres años. esto confirma la plena realidad de la consigna "Plan Quinquenal en cuatro años" y desenmascaraba el oportunismo políticos de quienes, dentro del partido, dudaban de la posibilidad de su realización. Hacia la época del XVI Congreso del Partido, se operó un viraje formidable en el desarrollo de la agricultura de la URSS. Las grandes masa campesinas (en la primavera de 1929, solo ascendía al 2 o a 3 por 100). La superficie de siembra de los koljoses englobaba 36 millones de hectáreas. Por tanto, se había sobrepasado el ambicioso programa trazado en el acuerdo del Comité Central de 5 de enero de 1930 (30 millones de hectáreas). En cuanto al Plan Quinquenal de organizaciones de koljoses, su programa para dos años fue ejecutado en más de 150 por 100. |
| XVII   | 26 de enero al 10 de febrero de 1934     | Moscú, URSS                              | Extracto de Historia del Partido Comunista (bolchevique) de la URSS. Stalin. Ediciones en Lenguas Extranjeras, Moscú 1938: Asistieron 1.996 delegados: 1.227 con voz y voto y 739 con voz, representando a 1.874.488 afiliados y 935.298 aspirantes. Pasó a la historia entre los miembros del 'PCUS' como "Congreso de los vencedores". Mólotov y Valerián Kúibyshev informaron ante el XVII Congreso del Partido sobre el segundo Plan Quinquenal de desarrollo de la Economía nacional. Las tareas del segundo Plan Quinquenal era todavía más grandiosas que las del primero, aunque muchos dudaban de su posible realización. Hacia el final del segundo Plan Quinquenal, en 1937, la producción industrial había de ser, aproximadamente, ocho veces mayor que la de antes de la guerra. Este plan quinquenal preveía, en toda la Economía nacional, obras básicas por valor de 133.000 millones de rublos, contra los 64.000 y pico millones de rublos destinados a estos rublos en el primer Plan Quinquenal. Este gigantesco volumen de obras básicas garantizaba la total renovación del equipo técnico de todas las ramas de la Economía nacional. El segundo Plan Quinquenal había de llevar a cabo, en lo fundamental, la mecanización de la agricultura. La potencia total de los tractores en todo el país aumentaría a 2.250.000 caballos de fuerza, en 1932, a 8 millones y pico, en 1937. Y se preveía la vasta implantación de un sistema de medidas de técnica agraria (una acertada rotación de cultivo, siembra con semillas seleccionadas, labores de otoño, etc). Serguéi Kírov es el más popular de los candidatos al Comité Central, siendo Stalin el segundo con más votos. Kírov, a pesar de ser el que más votos tuvo para secretario general rechazó este honor, recayendo en Stalin. Fue llamado el “Congreso de los Victoriosos”. Este congreso fue conocido posteriormente como el "Congreso de los fusilados" («Съезд расстрелянных») puesto que de los 1996 delegados, 1.108 fueron arrestados y de ellos dos terceras partes ejecutados en los tres años siguientes al inicio de la Gran Purga. | Extracto de Historia del Partido Comunista (bolchevique) de la URSS. Stalin. Ediciones en Lenguas Extranjeras, Moscú 1938: Asistieron 1.996 delegados: 1.227 con voz y voto y 739 con voz, representando a 1.874.488 afiliados y 935.298 aspirantes. Pasó a la historia entre los miembros del 'PCUS' como "Congreso de los vencedores". Mólotov y Valerián Kúibyshev informaron ante el XVII Congreso del Partido sobre el segundo Plan Quinquenal de desarrollo de la Economía nacional. Las tareas del segundo Plan Quinquenal era todavía más grandiosas que las del primero, aunque muchos dudaban de su posible realización. Hacia el final del segundo Plan Quinquenal, en 1937, la producción industrial había de ser, aproximadamente, ocho veces mayor que la de antes de la guerra. Este plan quinquenal preveía, en toda la Economía nacional, obras básicas por valor de 133.000 millones de rublos, contra los 64.000 y pico millones de rublos destinados a estos rublos en el primer Plan Quinquenal. Este gigantesco volumen de obras básicas garantizaba la total renovación del equipo técnico de todas las ramas de la Economía nacional. El segundo Plan Quinquenal había de llevar a cabo, en lo fundamental, la mecanización de la agricultura. La potencia total de los tractores en todo el país aumentaría a 2.250.000 caballos de fuerza, en 1932, a 8 millones y pico, en 1937. Y se preveía la vasta implantación de un sistema de medidas de técnica agraria (una acertada rotación de cultivo, siembra con semillas seleccionadas, labores de otoño, etc). Serguéi Kírov es el más popular de los candidatos al Comité Central, siendo Stalin el segundo con más votos. Kírov, a pesar de ser el que más votos tuvo para secretario general rechazó este honor, recayendo en Stalin. Fue llamado el “Congreso de los Victoriosos”. Este congreso fue conocido posteriormente como el "Congreso de los fusilados" («Съезд расстрелянных») puesto que de los 1996 delegados, 1.108 fueron arrestados y de ellos dos terceras partes ejecutados en los tres años siguientes al inicio de la Gran Purga. |
| XVIII  | 10 al 21 de marzo de 1939                | Moscú, URSS                              | Primer congreso celebrado después de la Gran Purga. Extracto de El PCUS: de Congreso a Congreso. Editorial de la Agencia de Prensa Novosti. Moscú, 1980. XVIII Congreso: Meta: Concluir la edificación de la sociedad socialista: El Tercer Plan Quinquenal de fomento de la economía nacional (1938-1942) ocupa un lugar primordial en las labores del congreso. Se prestó atención a cuestiones de política general y cuestiones internas del partido. Se aprobaron los Estatutos del PC(b) de la URSS. Redactados de nuevo, teniendo en cuenta los cambios radicales habidos en la estructura clasista de la sociedad soviética y relejando la necesidad de continuar el desarrollo de la democracia en el seno del partido. El congreso constato que en la URSS se había construido, en lo principal, la sociedad socialista,y trazó el rumbo para concluir esa obra. La situación internacional acusa un acentuado empeoramiento. La política de Múnich aplicada por las potencias occidentales incitaba a los agresores fascistas. La segundad guerra mundial estaba a la puerta. En tales circunstancias el congreso dispone: luchar activamente por mantener la paz y frustrar la "agresión fascista", obrar con precaución al objeto de un dar motivos a los incendiarios de guerra para arrastrar a conflictos al País de los Soviets, fortalecer por todos medios las Fuerzas Armadas de la URSS y consolidar las relaciones con los trabajadores de otros países. | Primer congreso celebrado después de la Gran Purga. Extracto de El PCUS: de Congreso a Congreso. Editorial de la Agencia de Prensa Novosti. Moscú, 1980. XVIII Congreso: Meta: Concluir la edificación de la sociedad socialista: El Tercer Plan Quinquenal de fomento de la economía nacional (1938-1942) ocupa un lugar primordial en las labores del congreso. Se prestó atención a cuestiones de política general y cuestiones internas del partido. Se aprobaron los Estatutos del PC(b) de la URSS. Redactados de nuevo, teniendo en cuenta los cambios radicales habidos en la estructura clasista de la sociedad soviética y relejando la necesidad de continuar el desarrollo de la democracia en el seno del partido. El congreso constato que en la URSS se había construido, en lo principal, la sociedad socialista,y trazó el rumbo para concluir esa obra. La situación internacional acusa un acentuado empeoramiento. La política de Múnich aplicada por las potencias occidentales incitaba a los agresores fascistas. La segundad guerra mundial estaba a la puerta. En tales circunstancias el congreso dispone: luchar activamente por mantener la paz y frustrar la "agresión fascista", obrar con precaución al objeto de un dar motivos a los incendiarios de guerra para arrastrar a conflictos al País de los Soviets, fortalecer por todos medios las Fuerzas Armadas de la URSS y consolidar las relaciones con los trabajadores de otros países. |
| XIX    | 5 al 14 de octubre de 1952               | Moscú, URSS                              | El partido toma el nombre de Partido Comunista de la Unión Soviética. Primer congreso luego de la Segunda Guerra Mundial. El nuevo Comité Central elige a Stalin como secretario del Comité Central y a Jrushchov como Secretario General, esto supone que Stalin deja la secretaría general, cargo que ostentó desde que fuera nombrado en el XI Congreso en 1922. Este Congreso designa una nueva generación de cuadros jóvenes y bien curtidos al Comité Central, cosa que en el XX Congreso es rechazada por una política que cuestiona los principios del socialismo científico en época de Jrushchov. Lo que a la larga supuso algo que se conoció como el revisionismo soviético, tuvo su auge durante el gobierno de Gorbachov ya en 1985. Extracto de El PCUS: de Congreso a Congreso. Editorial de la Agencia de Prensa Novosti. Moscú, 1980. XIX Congreso: Prosigue el desarrollo del país entorpecido por la guerra: Se reúne tras una guerra inaudita y terrible contra el fascismo alemán, que termina victoriosa para el País soviético, una vez que se establece en lo fundamental la economía nacional y se alcanzan nuevas metas de desarrollo. Al iniciar sus labores, el congreso honró la memoria de los millones de soviéticos caídos en la lucha sin paragón contra las hordas hitlerianas. El congreso hizo un análisis de los avances habidos en el mundo después de la segunda conflagración mundial, el resultado más importante de los cuales fue la creación del sistema socialista mundial. El congreso aprobó las directrices del plan quinquenal de fomento de la economía nacional para 1951-1955; adoptó los Estatutos de su nuevo versión y decidió denominar de otra manera el partido. La doble denominación -"comunista" y "bolchevique"- surgió históricamente en el curso de la lucha contra los mencheviques. Por cuanto el partido menchevique hacía tiempo que había desaparecido del escenario histórico, la doble denominación perdió el sentido. El congreso dispuso: el Partido Comunista (bolchevique) de la URSS pasará a llamarse Partido Comunista de la Unión Soviética (PCUS). | El partido toma el nombre de Partido Comunista de la Unión Soviética. Primer congreso luego de la Segunda Guerra Mundial. El nuevo Comité Central elige a Stalin como secretario del Comité Central y a Jrushchov como Secretario General, esto supone que Stalin deja la secretaría general, cargo que ostentó desde que fuera nombrado en el XI Congreso en 1922. Este Congreso designa una nueva generación de cuadros jóvenes y bien curtidos al Comité Central, cosa que en el XX Congreso es rechazada por una política que cuestiona los principios del socialismo científico en época de Jrushchov. Lo que a la larga supuso algo que se conoció como el revisionismo soviético, tuvo su auge durante el gobierno de Gorbachov ya en 1985. Extracto de El PCUS: de Congreso a Congreso. Editorial de la Agencia de Prensa Novosti. Moscú, 1980. XIX Congreso: Prosigue el desarrollo del país entorpecido por la guerra: Se reúne tras una guerra inaudita y terrible contra el fascismo alemán, que termina victoriosa para el País soviético, una vez que se establece en lo fundamental la economía nacional y se alcanzan nuevas metas de desarrollo. Al iniciar sus labores, el congreso honró la memoria de los millones de soviéticos caídos en la lucha sin paragón contra las hordas hitlerianas. El congreso hizo un análisis de los avances habidos en el mundo después de la segunda conflagración mundial, el resultado más importante de los cuales fue la creación del sistema socialista mundial. El congreso aprobó las directrices del plan quinquenal de fomento de la economía nacional para 1951-1955; adoptó los Estatutos de su nuevo versión y decidió denominar de otra manera el partido. La doble denominación -"comunista" y "bolchevique"- surgió históricamente en el curso de la lucha contra los mencheviques. Por cuanto el partido menchevique hacía tiempo que había desaparecido del escenario histórico, la doble denominación perdió el sentido. El congreso dispuso: el Partido Comunista (bolchevique) de la URSS pasará a llamarse Partido Comunista de la Unión Soviética (PCUS). |
| XX     | 14 al 25 de febrero de 1956              | Moscú, URSS                              | El Secretario General Jrushchov pronuncia el discurso secreto preparado por Dmitri Shepílov, lo que da inicio a la desestalinización de la mano de la nomenclatura, a saber: Jrushchov y Brézhnev. A raíz del congreso, miles de condenados políticos y criminales de todo tipo fueron liberados de los campos de trabajo que formaban parte del sistema penitenciario socialista, el GULAG; esto dio inicio al llamado deshielo de Jrushchov. Extracto de El PCUS: de Congreso a Congreso. Editorial de la Agencia de Prensa Nóvosti. Moscú, 1980. XX Congreso: Por el camino del avance multifacético y de la consolidación del régimen socialista: El XX Congreso desempeñó un relevante papel en el desarrollo del País de los Soviets y del movimiento comunista internacional. El congreso, al analizar la situación internacional, parte del hecho de que el mundo está dividido en dos sistemas -uno capitalista y otro socialista- que compiten entre sí y se enfrentan en todos los dominios más importantes de la vida política, económica e ideológica de los pueblos. En los documentos del congreso adquieren un fuerte desarrollo las cuestiones teóricas de vital importancia: coexistencia pacífica entre Estados de distinta estructura social, la posibilidad de impedir una nueva guerra mundial en la época contemporánea, las formas de transición de distintos países al socialismo. El congreso hizo un balance del Quinto Quinquenio y aprobó las directrices para el Sexto Plan Quinquenal. Cuestiones como afianzar el régimen social y estatal soviético, desarrollar la democracia socialista, ocupa un destacado lugar en las labores del congreso. | El Secretario General Jrushchov pronuncia el discurso secreto preparado por Dmitri Shepílov, lo que da inicio a la desestalinización de la mano de la nomenclatura, a saber: Jrushchov y Brézhnev. A raíz del congreso, miles de condenados políticos y criminales de todo tipo fueron liberados de los campos de trabajo que formaban parte del sistema penitenciario socialista, el GULAG; esto dio inicio al llamado deshielo de Jrushchov. Extracto de El PCUS: de Congreso a Congreso. Editorial de la Agencia de Prensa Nóvosti. Moscú, 1980. XX Congreso: Por el camino del avance multifacético y de la consolidación del régimen socialista: El XX Congreso desempeñó un relevante papel en el desarrollo del País de los Soviets y del movimiento comunista internacional. El congreso, al analizar la situación internacional, parte del hecho de que el mundo está dividido en dos sistemas -uno capitalista y otro socialista- que compiten entre sí y se enfrentan en todos los dominios más importantes de la vida política, económica e ideológica de los pueblos. En los documentos del congreso adquieren un fuerte desarrollo las cuestiones teóricas de vital importancia: coexistencia pacífica entre Estados de distinta estructura social, la posibilidad de impedir una nueva guerra mundial en la época contemporánea, las formas de transición de distintos países al socialismo. El congreso hizo un balance del Quinto Quinquenio y aprobó las directrices para el Sexto Plan Quinquenal. Cuestiones como afianzar el régimen social y estatal soviético, desarrollar la democracia socialista, ocupa un destacado lugar en las labores del congreso. |
| XXI e  | 27 de enero al 5 de febrero de 1959      | Moscú, URSS                              | Congreso extraordinario con el fin de consolidar la hegemonía de Jrushchov en el partido. Extracto de El PCUS: de Congreso a Congreso. Editorial de la Agencia de Prensa Nóvosti. Moscú, 1980. XXI Congreso: Bajo el signo del triunfo definitivo del socialismo en la URSS: Fue convocado para examinar las tareas a realizarse por el partido en el próximo septenio. Se aprobaron las Directrices para el Plan de fomento de la Economía Nacional de la URSS para 1959 - 1965. El congreso constató el hecho del triunfo definitivo del socialismo en la URSS, del cambio de correlación de las fuerzas en la arena internacional a favor del socialismo. Como resultado de los triunfos del socialismo y del afianzamiento de la unidad de la sociedad soviética, la URSS entra en una etapa nueva de su desarrollo: en la etapa de la edificación de la sociedad comunista, en la reinará el principio: "De cada uno, según sus capacidades; a cada uno, según sus necesidades". A una comisión elegida por el congreso se le encargó preparar el proyecto de un nuevo Programa del PCUS. | Congreso extraordinario con el fin de consolidar la hegemonía de Jrushchov en el partido. Extracto de El PCUS: de Congreso a Congreso. Editorial de la Agencia de Prensa Nóvosti. Moscú, 1980. XXI Congreso: Bajo el signo del triunfo definitivo del socialismo en la URSS: Fue convocado para examinar las tareas a realizarse por el partido en el próximo septenio. Se aprobaron las Directrices para el Plan de fomento de la Economía Nacional de la URSS para 1959 - 1965. El congreso constató el hecho del triunfo definitivo del socialismo en la URSS, del cambio de correlación de las fuerzas en la arena internacional a favor del socialismo. Como resultado de los triunfos del socialismo y del afianzamiento de la unidad de la sociedad soviética, la URSS entra en una etapa nueva de su desarrollo: en la etapa de la edificación de la sociedad comunista, en la reinará el principio: "De cada uno, según sus capacidades; a cada uno, según sus necesidades". A una comisión elegida por el congreso se le encargó preparar el proyecto de un nuevo Programa del PCUS. |
| XXII   | 17 al 31 de octubre de 1961              | Moscú, URSS                              | Un nuevo (3.º) Programa del Partido es adoptado. Extracto de El PCUS: de Congreso a Congreso. Editorial de la Agencia de Prensa Novosti. Moscú, 1980. XXII Congreso: Programa de la edificación comunista: Se celebró en el nuevo Palacio de los Congresos del Kremlin. Se reunieron cerca de 5 mil delegados representando a unos 10 millones de comunistas. Asistieron delegaciones de 80 partidos comunistas y obreros, así como representantes de partidos nacional-democráticos de varios países. La atención se centró en e nuevo, tercer, Programa del PCUS: el programa de construcción de la sociedad comunista. El segundo Programa, aprobado por el VIII Congreso en 1919, había sido cumplido. En el nuevo se hacía un balance del trabajo realizado por el pueblo soviético bajo la dirección del Partido Comunista y se planteaban nuevas tareas: crear la base material y técnica del comunismo, transformar las relaciones socialistas, educar a todos los trabajadores en el espíritu de una alta conciencia comunista. El Programa analizaba el proceso revolucionario mundial relacionado con el fortalecimiento del sistema socialista, e desmembramiento del sistema colonial imperialista y el auge de los movimientos comunista y obrero internacionales. Las nuevas tareas planteadas en el Programa requerían cambios en los Estatutos. Los Estatutos aprobados por el Congreso prevén elevar el papel y la responsabilidad de los comunistas soviéticos, desarrollar la democracia en el seno del partido y la iniciativa de las organizaciones del partido. | Un nuevo (3.º) Programa del Partido es adoptado. Extracto de El PCUS: de Congreso a Congreso. Editorial de la Agencia de Prensa Novosti. Moscú, 1980. XXII Congreso: Programa de la edificación comunista: Se celebró en el nuevo Palacio de los Congresos del Kremlin. Se reunieron cerca de 5 mil delegados representando a unos 10 millones de comunistas. Asistieron delegaciones de 80 partidos comunistas y obreros, así como representantes de partidos nacional-democráticos de varios países. La atención se centró en e nuevo, tercer, Programa del PCUS: el programa de construcción de la sociedad comunista. El segundo Programa, aprobado por el VIII Congreso en 1919, había sido cumplido. En el nuevo se hacía un balance del trabajo realizado por el pueblo soviético bajo la dirección del Partido Comunista y se planteaban nuevas tareas: crear la base material y técnica del comunismo, transformar las relaciones socialistas, educar a todos los trabajadores en el espíritu de una alta conciencia comunista. El Programa analizaba el proceso revolucionario mundial relacionado con el fortalecimiento del sistema socialista, e desmembramiento del sistema colonial imperialista y el auge de los movimientos comunista y obrero internacionales. Las nuevas tareas planteadas en el Programa requerían cambios en los Estatutos. Los Estatutos aprobados por el Congreso prevén elevar el papel y la responsabilidad de los comunistas soviéticos, desarrollar la democracia en el seno del partido y la iniciativa de las organizaciones del partido. |
| XXIII  | 29 de marzo al 8 de abril de 1966        | Moscú, URSS                              | Primer congreso de 'Brézhnev' como Secretario General del PCUS. El PCUS y todos los partidos de índole comunista invitados al Congreso denuncian la agresión imperialista de EE. UU. a Vietnam del Norte en ayuda a Vietnam del Sur. Extracto de El PCUS: de Congreso a Congreso. Editorial de la Agencia de Prensa Novosti. Moscú, 1980. XXIII Congreso: Las tareas primordiales de la edificación comunista: Los delegados representaban a más de 12 millones de comunistas. Asistieron también delegados de partidos comunistas, obreros y de partidos nacional-democráticos de 86 países de todos los continentes. Se examinaron cuestiones referentes a la situación internacional y a la política interna del PCUS en el período considerado. se prestó especial atención al problema de consolidar el sistema socialista mundial, principal fuerza revolucionaria de la época. Paralelamente el congreso debatió cuestiones relacionadas con los logros del movimiento de liberación nacional de los pueblos de Asia y África, la lucha contra el imperialismo, por la paz, la democracia y el socialismo. El congreso prestó singular atención al afianzamiento de la unidad proletaria entre los partidos comunistas y obreros y confirmó la lealtad del PCUS a la línea general del movimiento comunista internacional elaborada colectivamente en l conferencias internacionales de 1957 y 1960. El congreso examinó las Directrices para el Plan de Fomento de la Economía Nacional de la URSS para 1966-1970. Se hizo hincapié en mejorar los métodos e incentivos económicos en la dirección de la economía nacional, mejorar la planificación, fomentar la iniciativa administrativa de empresas, koljoses y sovjoses. El congreso subrayó particularmente que acelerar la revolución científico-técnica sería el medio eficaz para desarrollar las fuerzas productivas y elevar el bienestar de los trabajadores. El Comité Central (CC) electo por el congreo elige un Buró Político, su órgano rector. L. I. Brezhnev es elegido Secretario General del CC del PCUS. | Primer congreso de 'Brézhnev' como Secretario General del PCUS. El PCUS y todos los partidos de índole comunista invitados al Congreso denuncian la agresión imperialista de EE. UU. a Vietnam del Norte en ayuda a Vietnam del Sur. Extracto de El PCUS: de Congreso a Congreso. Editorial de la Agencia de Prensa Novosti. Moscú, 1980. XXIII Congreso: Las tareas primordiales de la edificación comunista: Los delegados representaban a más de 12 millones de comunistas. Asistieron también delegados de partidos comunistas, obreros y de partidos nacional-democráticos de 86 países de todos los continentes. Se examinaron cuestiones referentes a la situación internacional y a la política interna del PCUS en el período considerado. se prestó especial atención al problema de consolidar el sistema socialista mundial, principal fuerza revolucionaria de la época. Paralelamente el congreso debatió cuestiones relacionadas con los logros del movimiento de liberación nacional de los pueblos de Asia y África, la lucha contra el imperialismo, por la paz, la democracia y el socialismo. El congreso prestó singular atención al afianzamiento de la unidad proletaria entre los partidos comunistas y obreros y confirmó la lealtad del PCUS a la línea general del movimiento comunista internacional elaborada colectivamente en l conferencias internacionales de 1957 y 1960. El congreso examinó las Directrices para el Plan de Fomento de la Economía Nacional de la URSS para 1966-1970. Se hizo hincapié en mejorar los métodos e incentivos económicos en la dirección de la economía nacional, mejorar la planificación, fomentar la iniciativa administrativa de empresas, koljoses y sovjoses. El congreso subrayó particularmente que acelerar la revolución científico-técnica sería el medio eficaz para desarrollar las fuerzas productivas y elevar el bienestar de los trabajadores. El Comité Central (CC) electo por el congreo elige un Buró Político, su órgano rector. L. I. Brezhnev es elegido Secretario General del CC del PCUS. |
| XXIV   | 30 de marzo al 9 de abril de 1971        | Moscú, URSS                              | Extracto de El PCUS: de Congreso a Congreso. Editorial de la Agencia de Prensa Novosti. Moscú, 1980. XXIV Congreso: Se aprueba el programa de paz. Se fija la tarea central del quinquenio: elevar considerablemente el bienestar de los trabajadores: En sus labores, que se iniciaron el 30 de marzo y duraron once días, tomaron parte 102 delegaciones de partidos comunistas, obreros, nacional-democráticos y partidos socialistas de izquierda de 91 países. El congreso elaboró un programa "científicamente fundamentado" de ulterior desarrollo económico, sociopolítico y cultural de la sociedad soviética, que avanza hacia el -comunismo, y el programa de la política interior y exterior del Estado soviético. Los objetivos de la política exterior del PCUS, como hasta ahora, son fortalecer la unidad y cohesión de los países socialistas, su amistad y fraternidad, y junto con ellos asegurar condiciones favorables para edificar el socialismo h el comunismo; apoyar el movimiento de liberación nacional y colaborar en todos los órdenes con los jóvenes Estados nacionales; defender consecuentemente el principio de coexistencia pacífica entre Estados de diferente sistema social, dar una réplica enérgica a las fuerzas del imperialismo agresivo, salvar a la humanidad de la amenaza de una nueva guerra mundial. En el Congreso se expuso el programa de la lucha por la paz y la colaboración internacional, por la libertad y la independencia de los pueblos. Se dijo que la Unión Soviética, que aplica la política de paz y amistad entre los pueblos, continuará luchando decididamente contra el imperialismo y rechazará rotundamente las artimañas y los actos subversivos de los agresores. El congreso elaboró la política económica teniendo en cuenta las particularidades esenciales del presente. Estas particularidades, como señala el Informe del CC (Comité Central) del PCUS, consisten en que, en comparación con la década del treinta, se han alcanzado niveles incomparablemente mucho más altos en la economía nacional, en las relaciones socialistas sociales, en la cultura y conciencia de las amplias masas. En la URSS se ha dado cima a la construcción de la sociedad socialista desarrollada. Hoy ya existen condiciones para cumplir simultáneamente un círculo más amplio de tareas. El Estado, sin aminorar la atención hacia el desarrollo de la industria, basado en los logros de la revolución científico-técnica, tiene la posibilidad de concentrar más esfuerzos y medios para elevar el bienestar de la población. Por ello en el Noveno Quinquenio (1917-1975), se ha planteado una tarea fundamental: elevar considerablemente el nivel de vida y cultural del pueblo. El congreso plantea importantes cuestiones sociales: seguir consolidando la unidad de la sociedad soviética, impulsar de manera consecuente la sociedad soviética, impulsar de manera consecuente la democracia soviética, incorporar, cada vez más, a las amplias masa al cumplimiento de tareas de carácter social y estatal; fomentar por todos los medios la ciencia y cultura, elevar al máximo el nivel espiritual del soviético, afianzar el ambiente político y moral del país, en que el hombre se siente seguro, trabaja con ganas y vive tranquilo. El congreso eligió los órganos rectores del partido: el Comité Central y la Comisión Central de Control. El CC eligió el Buró Político. L. I. Brezhnev fue elegido Secretario General del CC del PCUS. | Extracto de El PCUS: de Congreso a Congreso. Editorial de la Agencia de Prensa Novosti. Moscú, 1980. XXIV Congreso: Se aprueba el programa de paz. Se fija la tarea central del quinquenio: elevar considerablemente el bienestar de los trabajadores: En sus labores, que se iniciaron el 30 de marzo y duraron once días, tomaron parte 102 delegaciones de partidos comunistas, obreros, nacional-democráticos y partidos socialistas de izquierda de 91 países. El congreso elaboró un programa "científicamente fundamentado" de ulterior desarrollo económico, sociopolítico y cultural de la sociedad soviética, que avanza hacia el -comunismo, y el programa de la política interior y exterior del Estado soviético. Los objetivos de la política exterior del PCUS, como hasta ahora, son fortalecer la unidad y cohesión de los países socialistas, su amistad y fraternidad, y junto con ellos asegurar condiciones favorables para edificar el socialismo h el comunismo; apoyar el movimiento de liberación nacional y colaborar en todos los órdenes con los jóvenes Estados nacionales; defender consecuentemente el principio de coexistencia pacífica entre Estados de diferente sistema social, dar una réplica enérgica a las fuerzas del imperialismo agresivo, salvar a la humanidad de la amenaza de una nueva guerra mundial. En el Congreso se expuso el programa de la lucha por la paz y la colaboración internacional, por la libertad y la independencia de los pueblos. Se dijo que la Unión Soviética, que aplica la política de paz y amistad entre los pueblos, continuará luchando decididamente contra el imperialismo y rechazará rotundamente las artimañas y los actos subversivos de los agresores. El congreso elaboró la política económica teniendo en cuenta las particularidades esenciales del presente. Estas particularidades, como señala el Informe del CC (Comité Central) del PCUS, consisten en que, en comparación con la década del treinta, se han alcanzado niveles incomparablemente mucho más altos en la economía nacional, en las relaciones socialistas sociales, en la cultura y conciencia de las amplias masas. En la URSS se ha dado cima a la construcción de la sociedad socialista desarrollada. Hoy ya existen condiciones para cumplir simultáneamente un círculo más amplio de tareas. El Estado, sin aminorar la atención hacia el desarrollo de la industria, basado en los logros de la revolución científico-técnica, tiene la posibilidad de concentrar más esfuerzos y medios para elevar el bienestar de la población. Por ello en el Noveno Quinquenio (1917-1975), se ha planteado una tarea fundamental: elevar considerablemente el nivel de vida y cultural del pueblo. El congreso plantea importantes cuestiones sociales: seguir consolidando la unidad de la sociedad soviética, impulsar de manera consecuente la sociedad soviética, impulsar de manera consecuente la democracia soviética, incorporar, cada vez más, a las amplias masa al cumplimiento de tareas de carácter social y estatal; fomentar por todos los medios la ciencia y cultura, elevar al máximo el nivel espiritual del soviético, afianzar el ambiente político y moral del país, en que el hombre se siente seguro, trabaja con ganas y vive tranquilo. El congreso eligió los órganos rectores del partido: el Comité Central y la Comisión Central de Control. El CC eligió el Buró Político. L. I. Brezhnev fue elegido Secretario General del CC del PCUS. |
| XXV    | 24 de febrero al 5 de marzo de 1976      | Moscú, URSS                              | Extracto de El PCUS: de Congreso a Congreso. Editorial de la Agencia de Prensa Novosti. Moscú, 1980. XXV Congreso: Rumbo a la eficacia y la calidad: En las labores del congreso, celebrado entre el 24 de febrero y el 5 de marzo de 1976, participaron 4.998 delegados en representación de 15.694.000 comunistas. Al congreso concurrieron representantes de 103 partidos comunistas, obreros, nacional-democráticos y socialistas de 96 países. El XXV Congreso escuchó y debatió el informe del CC del PCUS presentado por el Secretario General del CC del PCUS L. I. Brezhnev: "Informe del Comité Central del PCUS y las tareas inmediatas del partido en la política interior y exterior". En el informe se ha hecho un profundo análisis de los resultados del desarrollo económico y sociopolítico de la URSS, de la situación contemporánea en el mundo y del trabajo político, organizativo e ideo-educacional realizado por el partido. El congreso elaboró la ulterior estrategia de paz, corroboró el propósito supremo del partido: elevar constantemente el nivel de vida del pueblo, seguir desarrollando todas las repúblicas, naciones y etnias que forman la gran potencia socialista, la URSS. La estrategia económica del partido consiste en desarrollar dinámica y proporcionalmente la producción social, elevar su eficiencia, acelerar el progreso científico-técnico, acrecentar la productividad del trabajo, mejorar la calidad del trabajo en todos los ámbitos de la economía nacional. Todo ello está expuesto como tarea principal del Décimo Plan Quinquenal, formulada en el informe del Presidente del Consejo de Ministros de la URSS, A. N. Kosiguin, "Orientaciones fundamentales del fomento de la economía nacional de la URSS para los años 1976-1980". El congreso expuso un amplio programa social que prevé el aumento en el 16-18% de los sueldos y salarios de obreros y empleados y para los koljosianos en el 24-27% de sus ingresos provenientes de la economía social. Aumento de las subvenciones y facilidades de los fondos de consumo social en el 28-30%, conservándose los precios estables e incluso rebajando los de algunos productos. Se ha proyectado construir durante el Décimo Plan Quinquenal 545-550 millones de metros cuadrados de vivienda. Continuará desarrollándose la sanidad, la instrucción y la cultura. Para el año 1980 se prevé elevar la renta nacional hasta 457,5 mil millones de rublos. La producción agropecuaria sufrirá una transformación cualitativa. Las inversiones básics en esa rama se destinarán preponderantemente a la mecanización, el mejoramiento de los terrenos y la quimización, lo cual elevará la eficiencia de la agricultura y mejorará sus índices cualitativos. El congreso subrayó la necesidad de aumentar por todos los medios la producción y elevar la calidad de los productos de consumo popular, y mejorar el comercio y los servicios a la población. El congreso dedicó gran atención al ulterior desarrollo de la teoría marixsta-leninista, hizo el balance de la actividad teórica del partido y de las investigaciones en el campo de las ciencias sociales, determinando las direcciones de más perspectiva y los problemas a abordarse. Fueron examinadas las cuestiones del desarrollo del sistema político de la sociedad soviética, el perfeccionamiento del sistema estatal socialista de todo el pueblo, y la democracia y el fortalecimiento de las bases jurídicas de la vida estatal y social. Tras aprobar unánimemente la actividad internacional del Comité Central del partido, el congreso remarcó que el socialismo mundial robusteció considerablemente sus posiciones y señaló sus ventajas sustanciales respecto del capitalismo, que sufriría una crisis con la elevación del desempleo y la inflación en constante aumento. En el mundo capitalista los trabajadores acrecientan la lucha por sus derechos, contra la opresión del capitalismo monopolista de Estado, y aumenta la influencia de los partidos comunistas. Las victorias del movimiento de liberación nacional abren nuevos horizontes antes los países que han conquistado la independencia. El movimiento revolucionario-democrático y antiimperialista va adquiriendo cada vez mayor amplitud. La aplicación del Programa de Paz presentado por el XXIV Congreso del PCUS, dio lugar a que la distensión deviniera la tendencia dominante en las relaciones internacionales El congreso eligió los órganos directivos del partido: el Comité Central y la Comisión Central de revisión. El pleno del Comité Central eligió a su Buró Político. L. I. Brezhnev fue elegido, por unanimidad, Secretario General del CC del PCUS. | Extracto de El PCUS: de Congreso a Congreso. Editorial de la Agencia de Prensa Novosti. Moscú, 1980. XXV Congreso: Rumbo a la eficacia y la calidad: En las labores del congreso, celebrado entre el 24 de febrero y el 5 de marzo de 1976, participaron 4.998 delegados en representación de 15.694.000 comunistas. Al congreso concurrieron representantes de 103 partidos comunistas, obreros, nacional-democráticos y socialistas de 96 países. El XXV Congreso escuchó y debatió el informe del CC del PCUS presentado por el Secretario General del CC del PCUS L. I. Brezhnev: "Informe del Comité Central del PCUS y las tareas inmediatas del partido en la política interior y exterior". En el informe se ha hecho un profundo análisis de los resultados del desarrollo económico y sociopolítico de la URSS, de la situación contemporánea en el mundo y del trabajo político, organizativo e ideo-educacional realizado por el partido. El congreso elaboró la ulterior estrategia de paz, corroboró el propósito supremo del partido: elevar constantemente el nivel de vida del pueblo, seguir desarrollando todas las repúblicas, naciones y etnias que forman la gran potencia socialista, la URSS. La estrategia económica del partido consiste en desarrollar dinámica y proporcionalmente la producción social, elevar su eficiencia, acelerar el progreso científico-técnico, acrecentar la productividad del trabajo, mejorar la calidad del trabajo en todos los ámbitos de la economía nacional. Todo ello está expuesto como tarea principal del Décimo Plan Quinquenal, formulada en el informe del Presidente del Consejo de Ministros de la URSS, A. N. Kosiguin, "Orientaciones fundamentales del fomento de la economía nacional de la URSS para los años 1976-1980". El congreso expuso un amplio programa social que prevé el aumento en el 16-18% de los sueldos y salarios de obreros y empleados y para los koljosianos en el 24-27% de sus ingresos provenientes de la economía social. Aumento de las subvenciones y facilidades de los fondos de consumo social en el 28-30%, conservándose los precios estables e incluso rebajando los de algunos productos. Se ha proyectado construir durante el Décimo Plan Quinquenal 545-550 millones de metros cuadrados de vivienda. Continuará desarrollándose la sanidad, la instrucción y la cultura. Para el año 1980 se prevé elevar la renta nacional hasta 457,5 mil millones de rublos. La producción agropecuaria sufrirá una transformación cualitativa. Las inversiones básics en esa rama se destinarán preponderantemente a la mecanización, el mejoramiento de los terrenos y la quimización, lo cual elevará la eficiencia de la agricultura y mejorará sus índices cualitativos. El congreso subrayó la necesidad de aumentar por todos los medios la producción y elevar la calidad de los productos de consumo popular, y mejorar el comercio y los servicios a la población. El congreso dedicó gran atención al ulterior desarrollo de la teoría marixsta-leninista, hizo el balance de la actividad teórica del partido y de las investigaciones en el campo de las ciencias sociales, determinando las direcciones de más perspectiva y los problemas a abordarse. Fueron examinadas las cuestiones del desarrollo del sistema político de la sociedad soviética, el perfeccionamiento del sistema estatal socialista de todo el pueblo, y la democracia y el fortalecimiento de las bases jurídicas de la vida estatal y social. Tras aprobar unánimemente la actividad internacional del Comité Central del partido, el congreso remarcó que el socialismo mundial robusteció considerablemente sus posiciones y señaló sus ventajas sustanciales respecto del capitalismo, que sufriría una crisis con la elevación del desempleo y la inflación en constante aumento. En el mundo capitalista los trabajadores acrecientan la lucha por sus derechos, contra la opresión del capitalismo monopolista de Estado, y aumenta la influencia de los partidos comunistas. Las victorias del movimiento de liberación nacional abren nuevos horizontes antes los países que han conquistado la independencia. El movimiento revolucionario-democrático y antiimperialista va adquiriendo cada vez mayor amplitud. La aplicación del Programa de Paz presentado por el XXIV Congreso del PCUS, dio lugar a que la distensión deviniera la tendencia dominante en las relaciones internacionales El congreso eligió los órganos directivos del partido: el Comité Central y la Comisión Central de revisión. El pleno del Comité Central eligió a su Buró Político. L. I. Brezhnev fue elegido, por unanimidad, Secretario General del CC del PCUS. |
| XXVI   | 23 de febrero al 3 de marzo de 1981      | Moscú, URSS                              | Último congreso de Brézhnev. | Último congreso de Brézhnev. |
| XXVII  | 25 de febrero al 6 de marzo de 1986      | Moscú, URSS                              | El congreso es presidido por Gorbachov, donde se realiza una revisión (4.ª) al Programa del Partido. Ni la perestroika ni la glásnost han sido aún anunciadas. | El congreso es presidido por Gorbachov, donde se realiza una revisión (4.ª) al Programa del Partido. Ni la perestroika ni la glásnost han sido aún anunciadas. |
| XXVIII | 2 al 13 de julio de 1990                 | Moscú, URSS                              | Las modificaciones a los estatutos del Partido ponen término al monopolio del poder. | Las modificaciones a los estatutos del Partido ponen término al monopolio del poder. |

Simbología: La letra u, significa que en ellos participaron tanto los bolcheviques como los mencheviques. La letra e, significa Congreso Extraordinario.